# Tarrocanus
Tarrocanus is een geslacht van spinnen uit de  familie van de Thomisidae (krabspinnen).

## Soorten
- Tarrocanus capra Simon, 1895
- Tarrocanus viridis Dyal, 1935